# JSE Limited
JSE Limited (fd JSE Securities Exchange och Johannesburg Stock Exchange) är den största börsen i Afrika. Börsen ligger i hörnet mellan Maude Street och Gwen Lane i Sandton, Gauteng, Sydafrika. 2003 hade JSE 472 listade bolag.